# 五泉站
五泉站（日语：／ Gosen eki */?）是位於新潟縣五泉市站前一丁目2番1號，東日本旅客鐵道（JR東日本）的磐越西線車站。
普通列車、快速列車「阿賀野」和「SL磐越物語」均停靠此站。另外，「阿賀野線營業所」位於車站大樓內。在1999年（平成11年）前，此站是蒲原鐵道的轉乘站。

## 歷史
- 1910年（明治43年）10月25日[1]：鐵道院信越線支線 新津站至馬下站之間開通，此站啟用。為一般車站。
- 1914年（大正3年）11月1日：全線開通，此站成為岩越線車站。
- 1917年（大正6年）10月10日：路線名稱改名，成為磐越西線車站。
- 1923年（大正12年）10月20日：蒲原鐵道線（日语：蒲原鉄道線）此站至村松站（日语：村松駅 (新潟県)）之間開通。
- 1950年（昭和25年）9月16日：蒲原鐵道車站大樓開始使用，從前該鐵路線委托國鐵負責車站業務[3]。
- 1982年（昭和57年）
  - 3月1日：結束車載貨物起卸業務。
  - 12月1日：開設綠色窗口[4]。
- 1986年（昭和61年）3月3日：結束行李起卸業務。
- 1987年（昭和62年）
  - 3月31日：在戶籍上，再次開設貨物起卸業務（但是沒有貨運列車班次）。
  - 4月1日：伴隨國鐵分割民營化，車站由東日本旅客鐵道（JR東日本）和日本貨物鐵道（JR貨物）營運[5]。
- 1999年（平成11年）10月4日：村松站至五泉站之間廢止，蒲原鐵道線全線廢止。
- 2006年（平成18年）4月1日：JR貨物車站廢止，結束貨物起卸業務。
- 2008年（平成20年）3月15日：新潟近郊區間擴大，此站開始可以使用IC卡「Suica」（只限新津方向）[6][7]。同時引入自動閘機。
- 2018年（平成30年）4月1日：成為業務委託車站。

## 車站構造
此站是地面車站，設有1面1線的單式月台和1面2線的島式月台，共有2面3線月台。各月台之間設有跨線橋連接。
此站是由新津站管理的業務委託車站，委托了JR新潟Business負責車站業務。在閘口中設有3座自動閘機，所有閘機可支援Suica和其互相使用的IC卡。閘口左手邊設有綠色窗口（營業時間：早上6時30分至下午8時），右手邊設有候車室。候車室和車站大樓正面右手邊內設有飲品等自動販賣機。西武廁所位於閘口內，閘口外的車站大樓正面右手邊設有和式廁所。
此站是位於新潟近郊區間內和Suica新潟區域中磐越西線使用範圍內。此站以東的馬下、津川方向車站不可使用Suica卡。而喜多方站以東的車站是仙台近郊區間，在該區間內的主要站可使用Suica，為Suica仙台區域。使用Suica卡不可乘坐來往新潟區域和仙台區域之間的車站。
車站南邊沒有車站大樓和閘口。車站大樓正面的右手邊設有連接車站南北的跨線橋「五泉中央聯絡橋」。

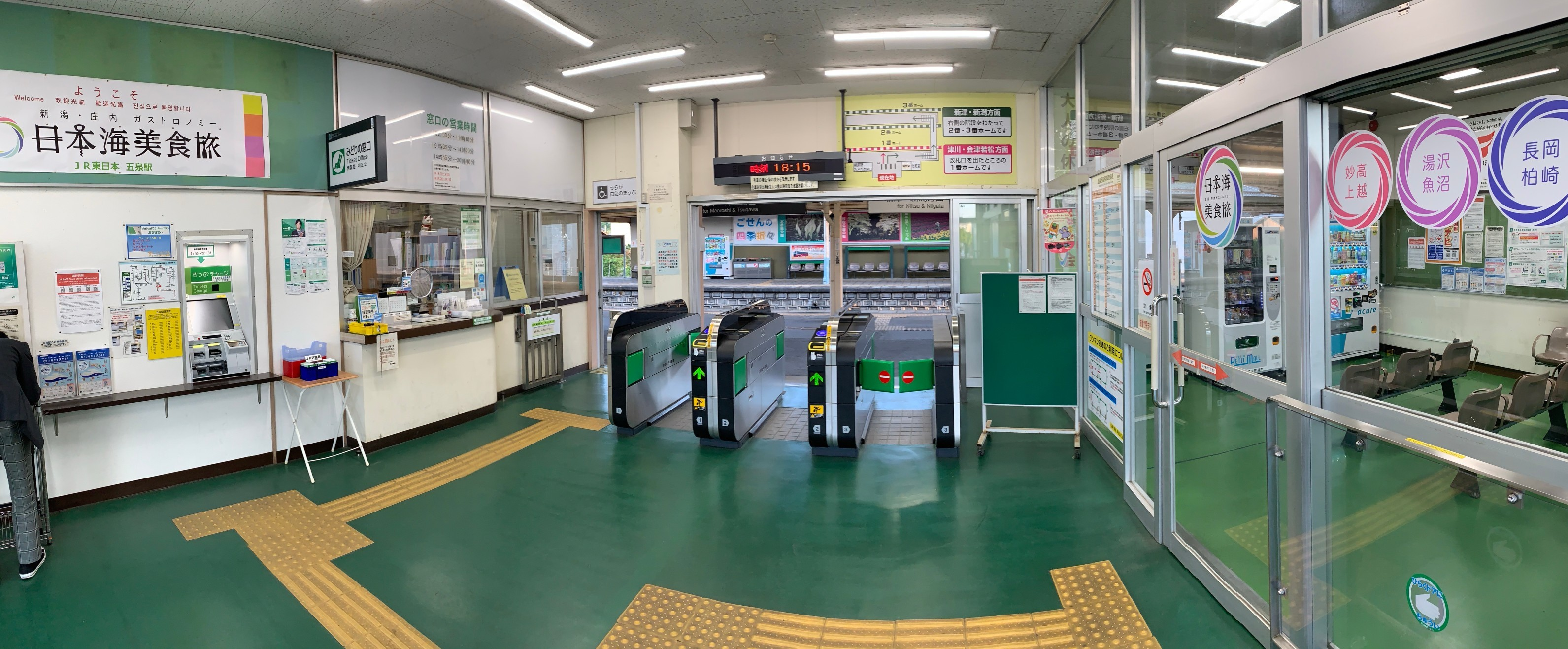
JR車站大樓內（2020年5月）
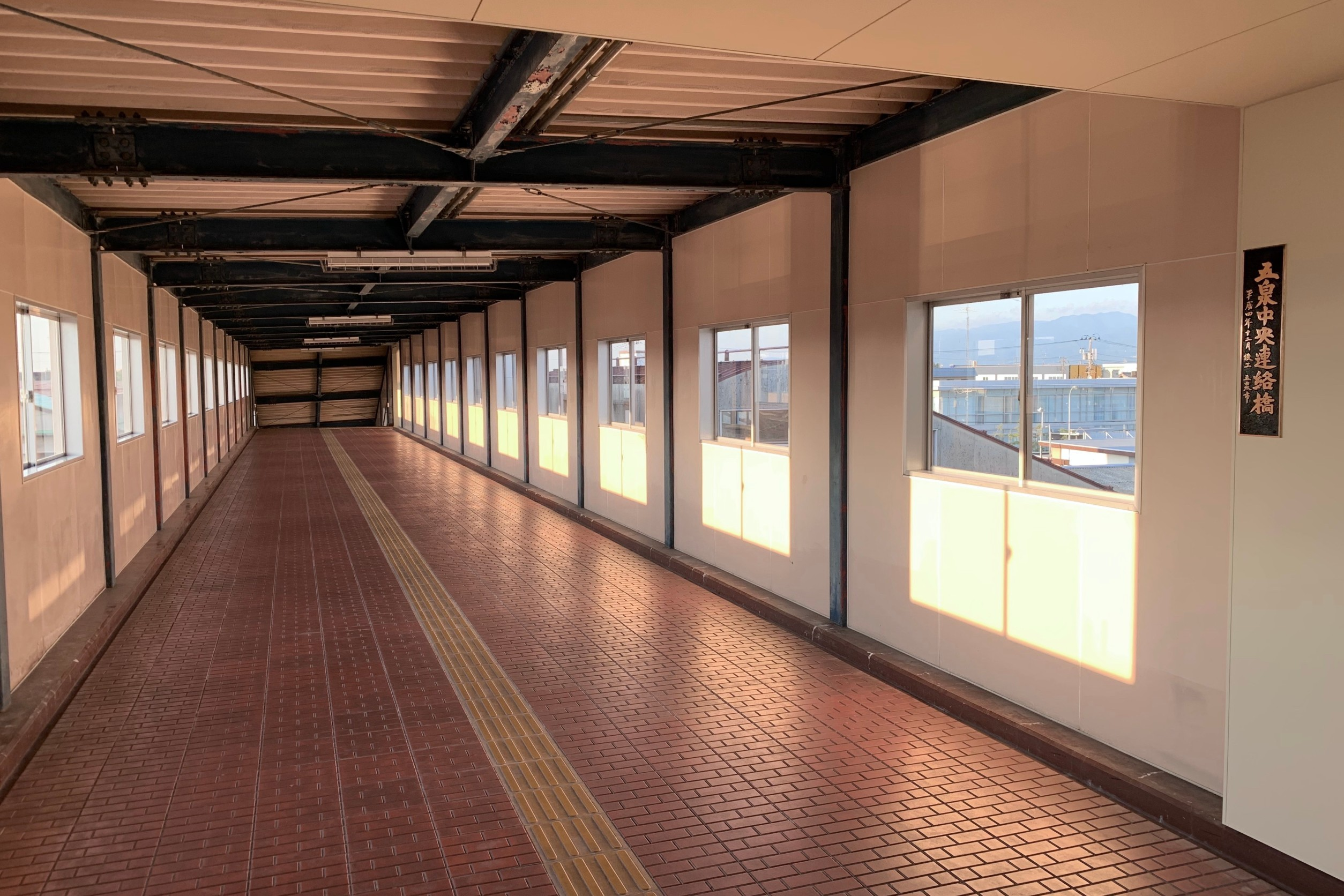
自由通道「五泉中央連絡橋」（2020年5月）
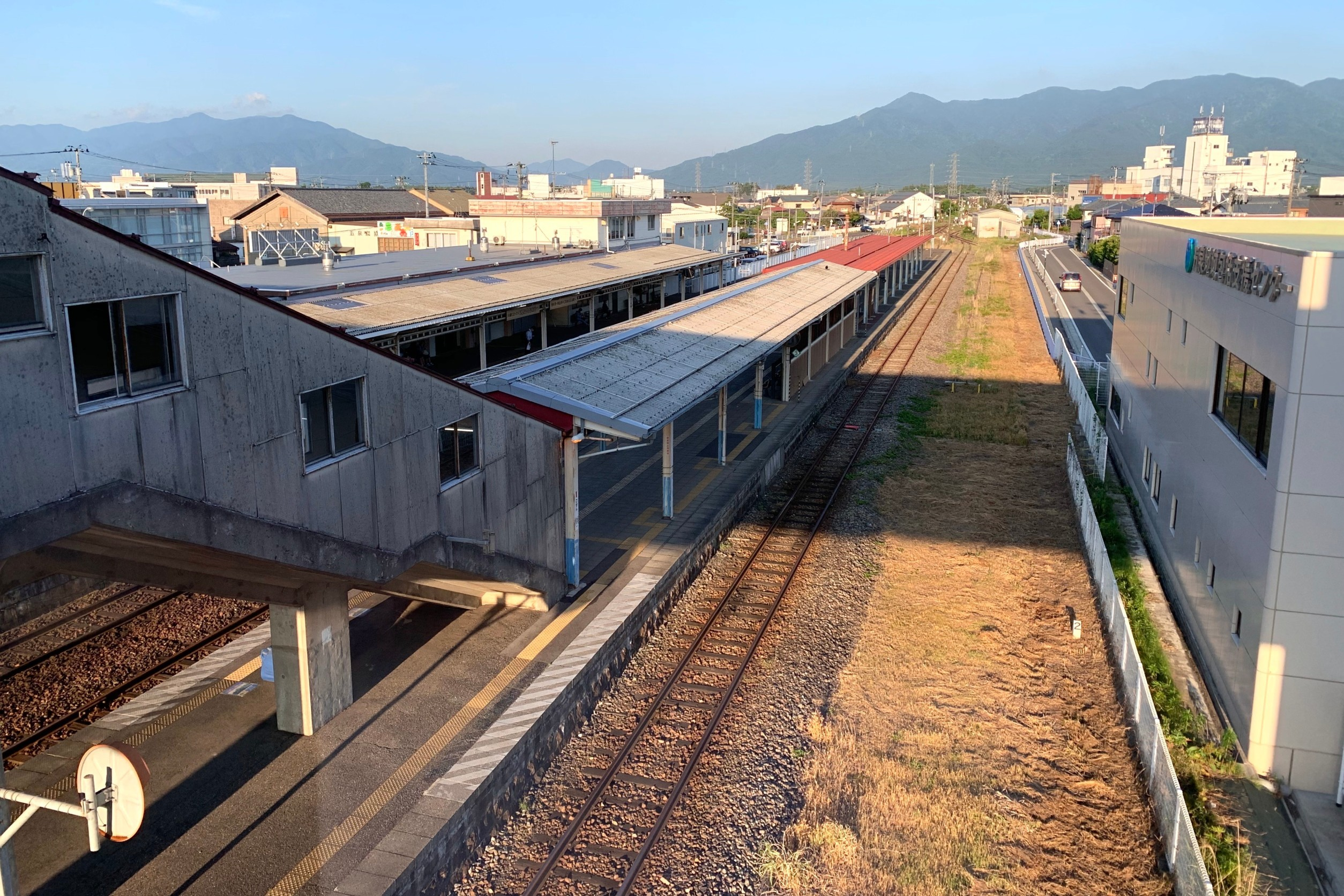
自由通道望向會津若松方向（2020年5月）
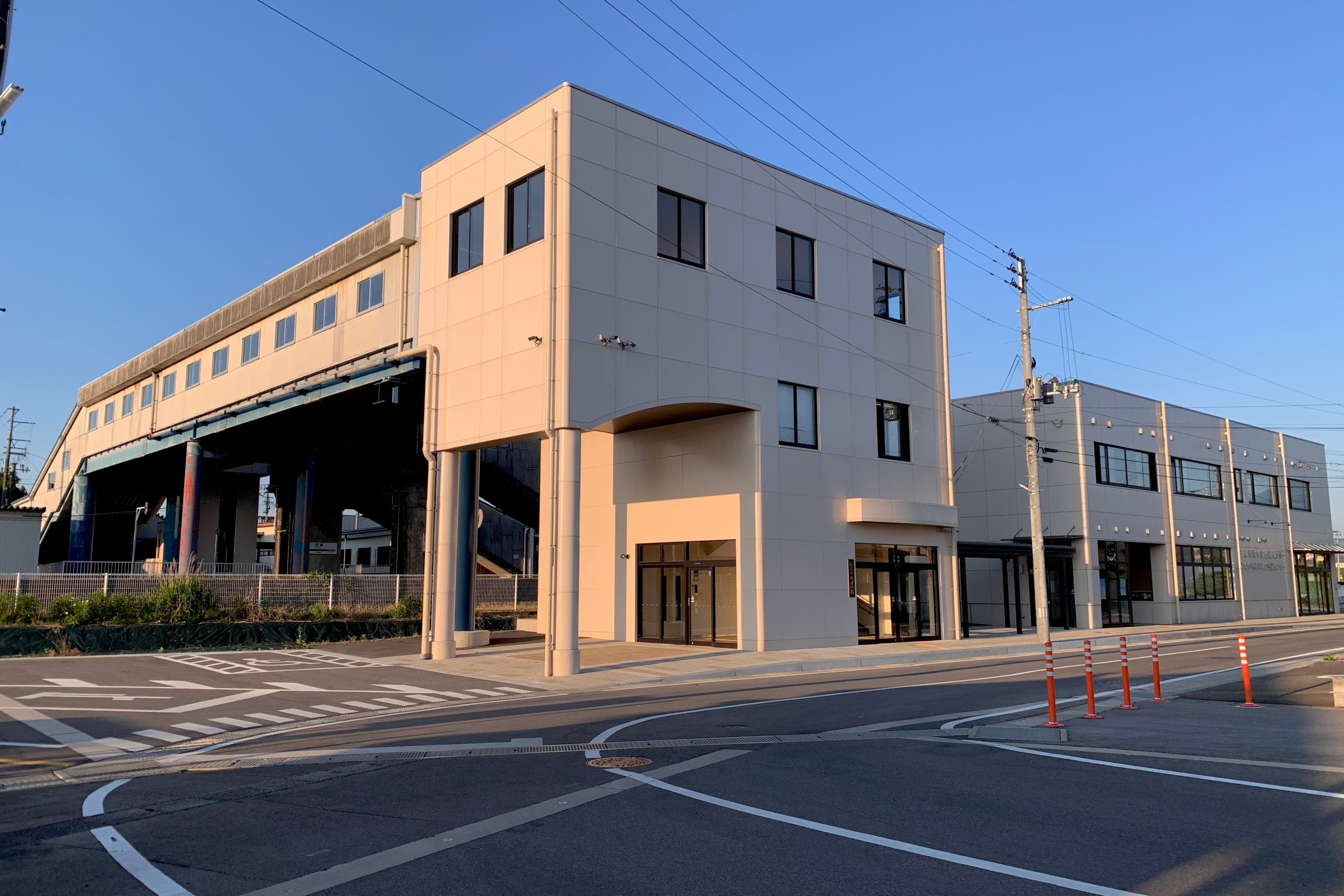
自由通道南邊出入口（2020年5月）

### 月台
| 月台 | 路線      | 上下行 | 方向               |
| ---- | --------- | ------ | ------------------ |
| 1    | ■磐越西線 | 上行   | 津川、會津若松方向 |
| 2、3 | ■磐越西線 | 下行   | 新津、新潟方向     |

參考
3號月台只讓從此站出發前往新津、新潟方向的列車使用。

### 蒲原鐵道
蒲原鐵道的五泉站是在JR閘口的左手邊，於月台跨線橋和中央聯絡橋之間的位置。月台為1面2線的島式月台，在晩年只使用外側的5號月台。靠近新津一方設有廁所。與2、3號月台之間設有站內平交道。
在路線廢止後，車站設施也同時撒走，蒲原鐵道擁有的土地也長期空置了。月台遺址和部分廢線蹟，約9,740平方米的土地在2010年以約1億7700萬日圓由五泉市取得。為了五泉市區南邊和村松地區方向的居民，計劃把中央聯絡橋進行了部分改善工程，也建設住宅、福祉設施和市道。現階段沒有建設南出口的計劃，前往車站南邊時，需要使用中央聯絡橋。

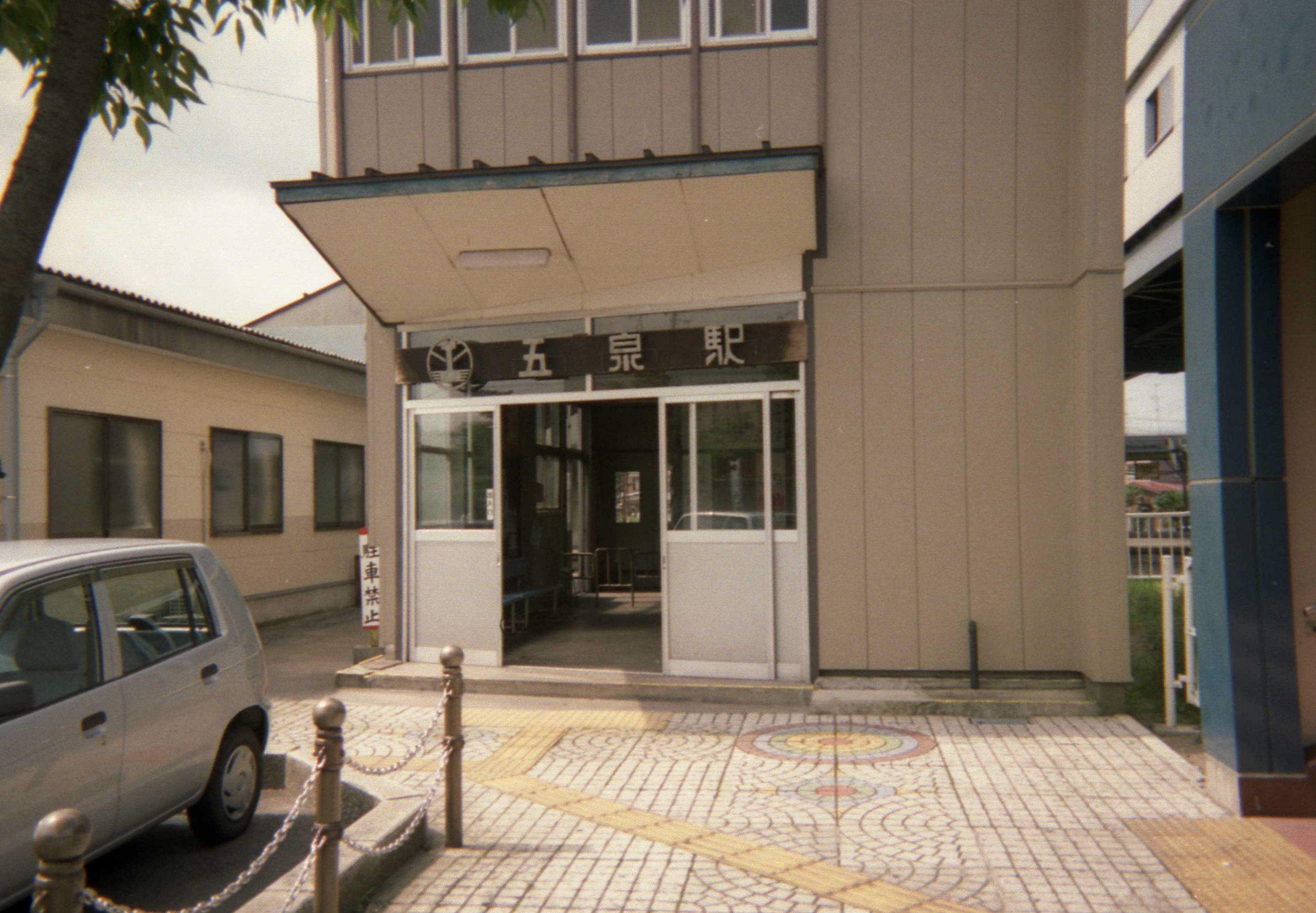
蒲原鐵道五泉站車站大樓（1999年5月）
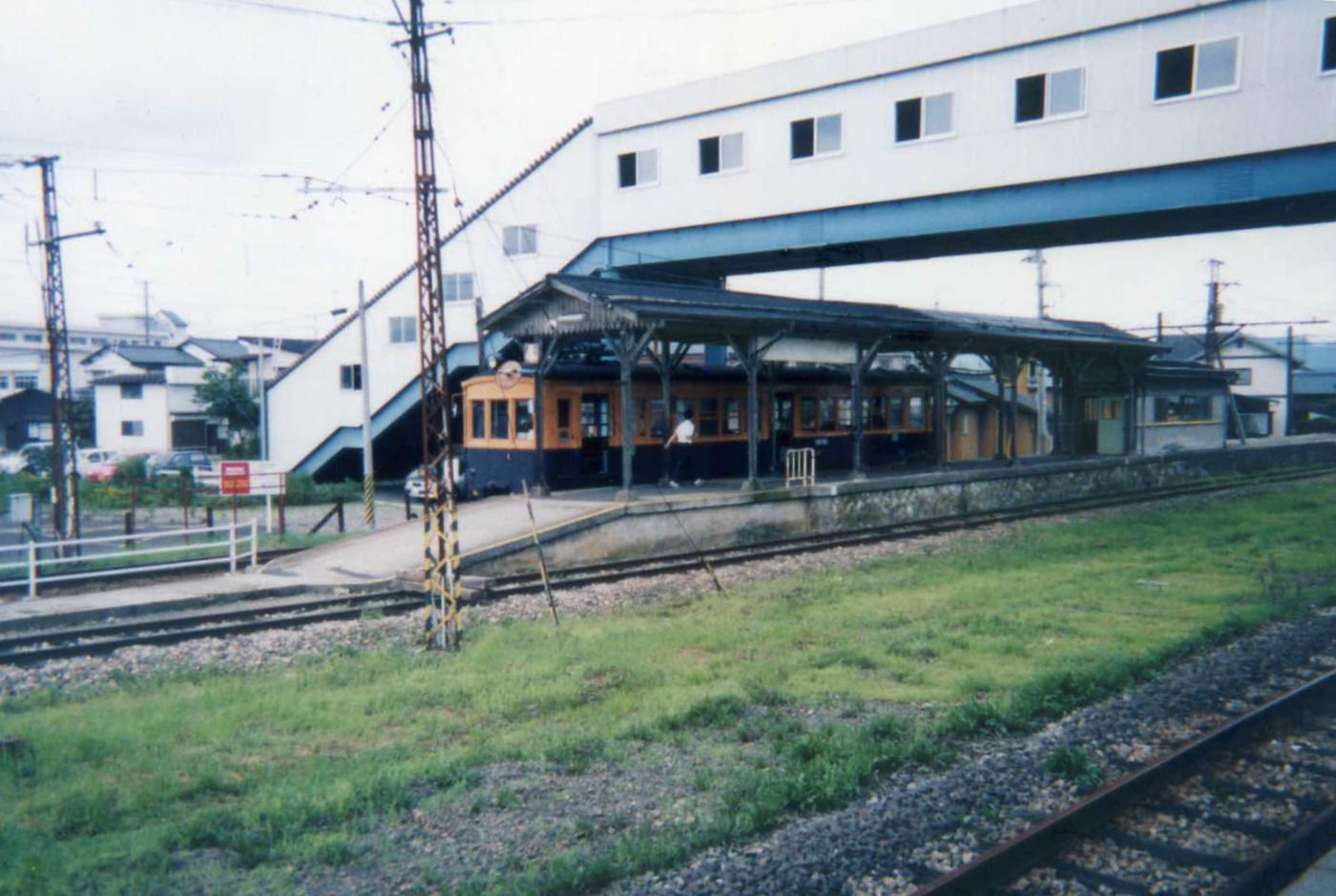
蒲原鐵道五泉站月台（1999年5月）
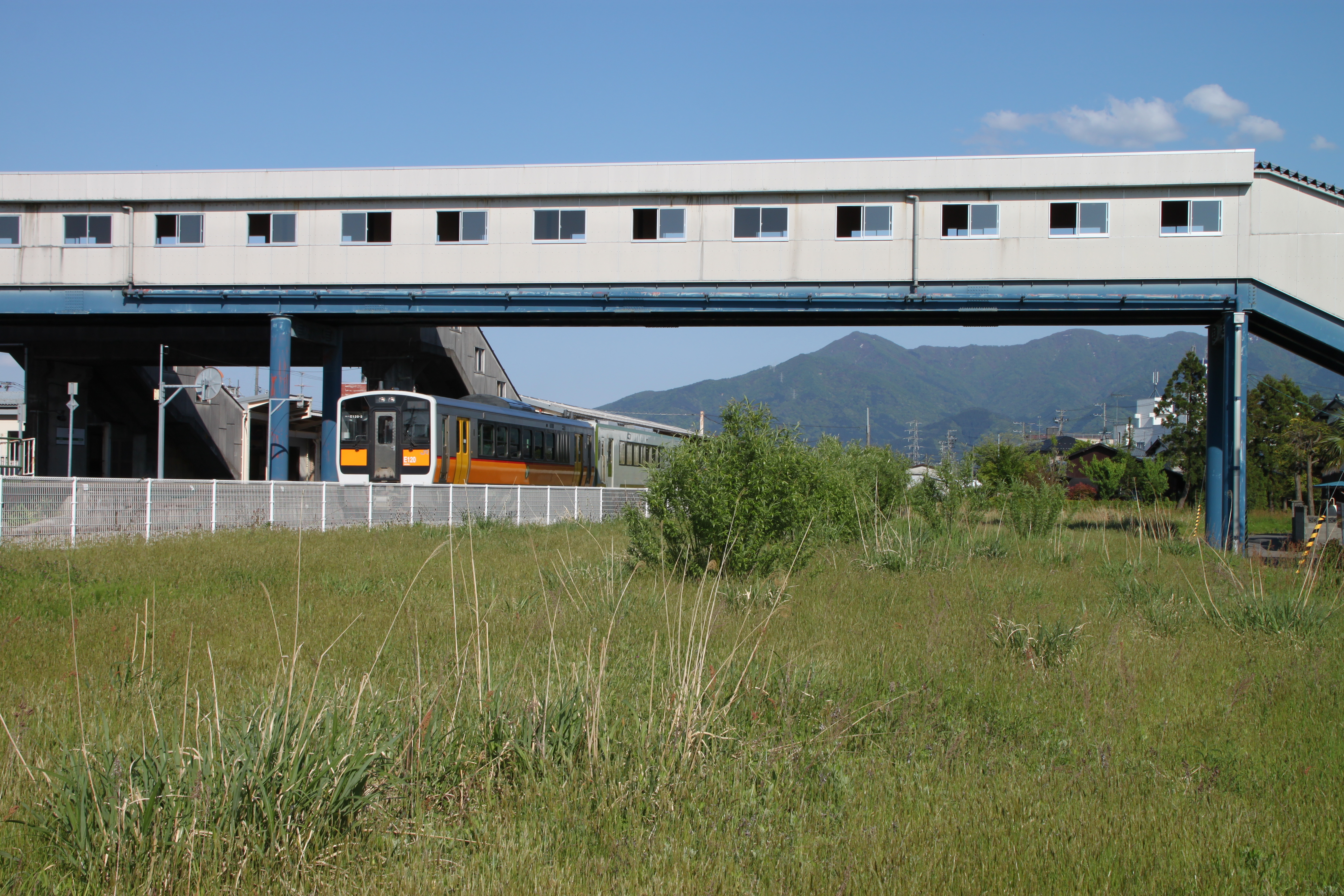
蒲原鐵道五泉站內變成了空地。（2010年5月16日）
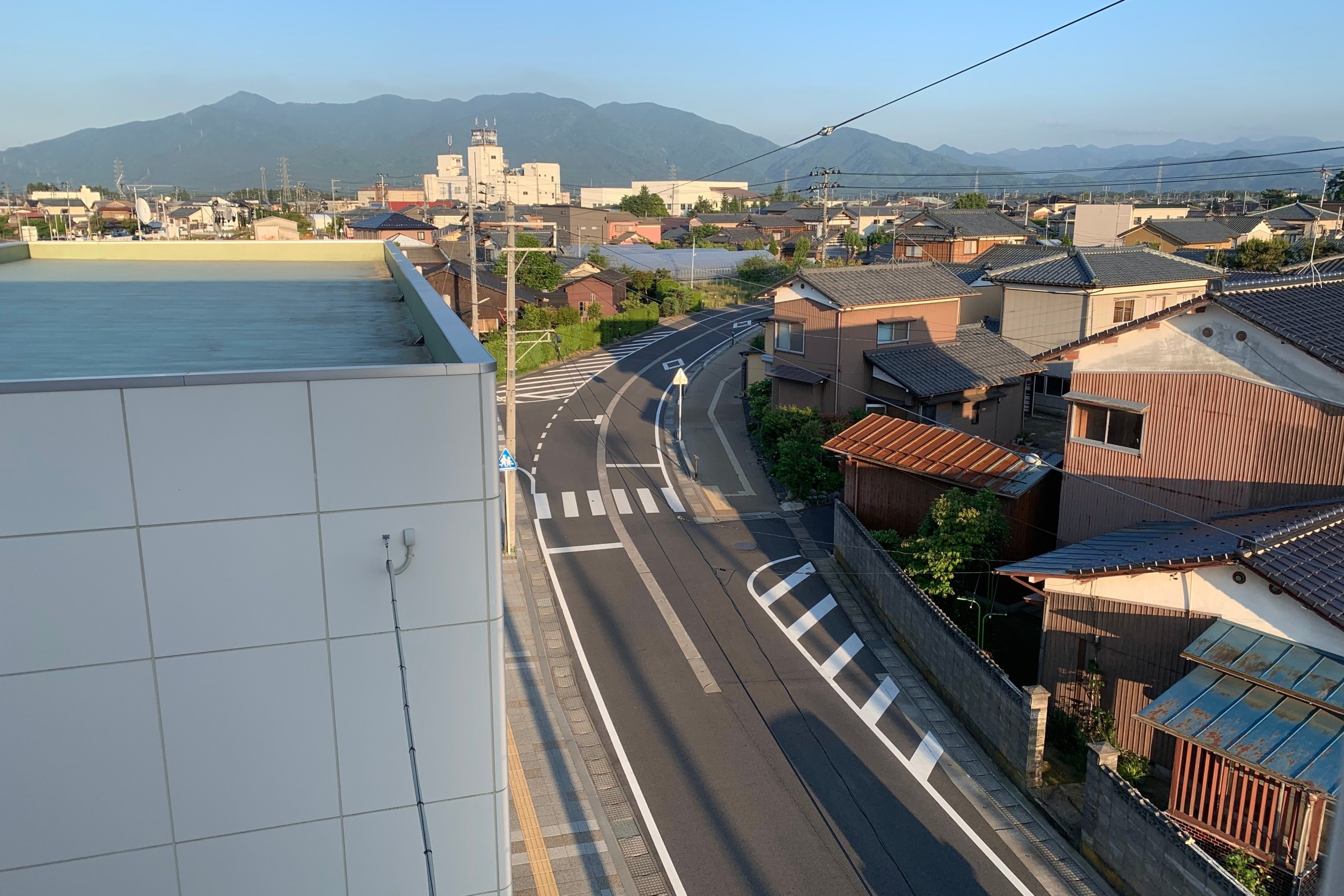
路線遺址現時變成了市道（2020年5月）

## 使用狀況
根據「JR東日本」的資料，在2019年度（令和元年度）1日平均乘車人次為1,109人。
以下列出近年乘車人次變化：
| 年度               | 1日平均 乘車人次 | 參考資料        |
| ------------------ | ---------------- | --------------- |
| 2000年（平成12年） | 1,464            | [ 利用客数 2 ]  |
| 2001年（平成13年） | 1,390            | [ 利用客数 3 ]  |
| 2002年（平成14年） | 1,317            | [ 利用客数 4 ]  |
| 2003年（平成15年） | 1,259            | [ 利用客数 5 ]  |
| 2004年（平成16年） | 1,223            | [ 利用客数 6 ]  |
| 2005年（平成17年） | 1,270            | [ 利用客数 7 ]  |
| 2006年（平成18年） | 1,224            | [ 利用客数 8 ]  |
| 2007年（平成19年） | 1,169            | [ 利用客数 9 ]  |
| 2008年（平成20年） | 1,157            | [ 利用客数 10 ] |
| 2009年（平成21年） | 1,181            | [ 利用客数 11 ] |
| 2010年（平成22年） | 1,148            | [ 利用客数 12 ] |
| 2011年（平成23年） | 1,121            | [ 利用客数 13 ] |
| 2012年（平成24年） | 1,142            | [ 利用客数 14 ] |
| 2013年（平成25年） | 1,208            | [ 利用客数 15 ] |
| 2014年（平成26年） | 1,118            | [ 利用客数 16 ] |
| 2015年（平成27年） | 1,070            | [ 利用客数 17 ] |
| 2016年（平成28年） | 1,070            | [ 利用客数 18 ] |
| 2017年（平成29年） | 1,093            | [ 利用客数 19 ] |
| 2018年（平成30年） | 1,085            | [ 利用客数 20 ] |
| 2019年（令和元年） | 1,109            | [ 利用客数 1 ]  |

## 車站周邊

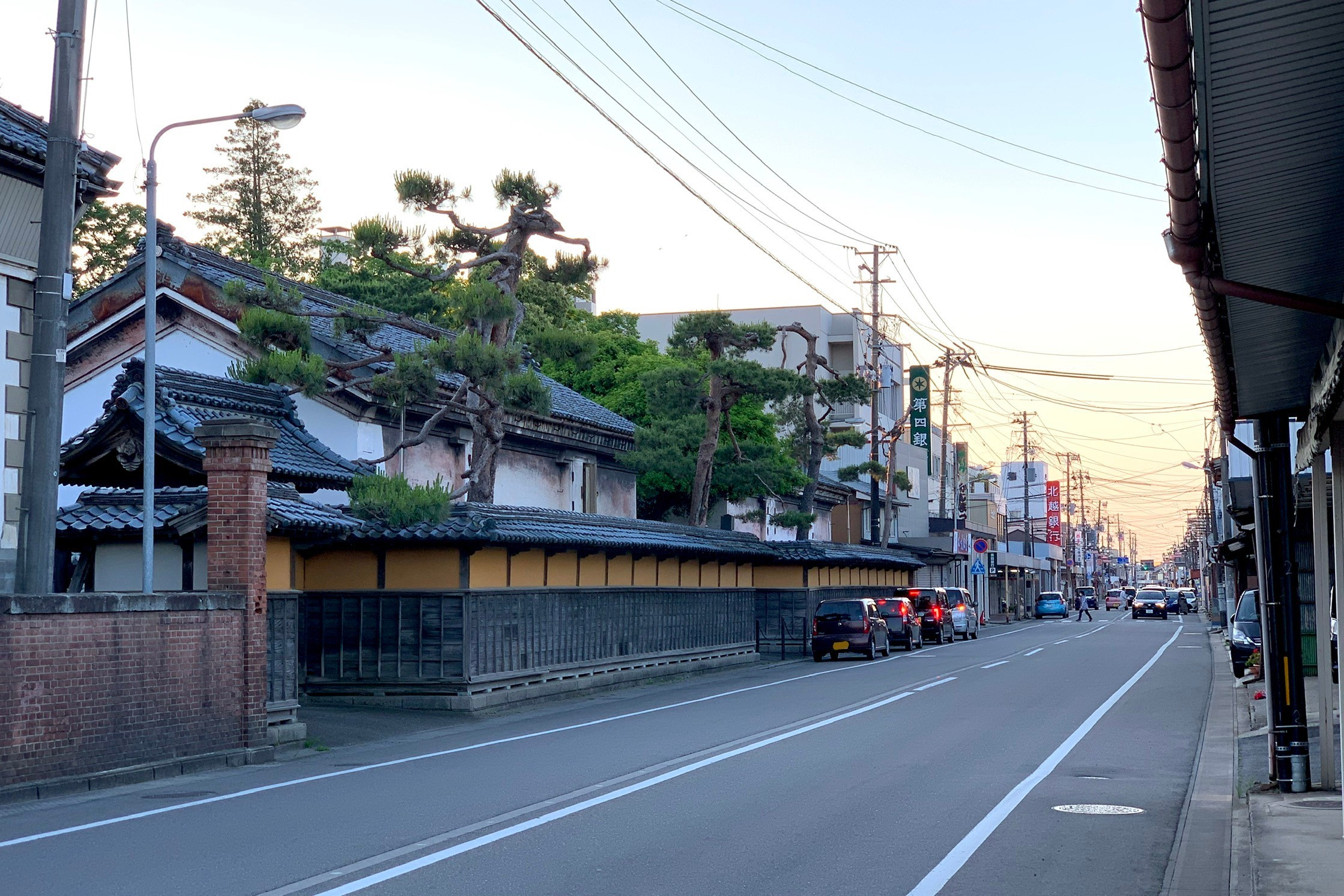
車站西邊往南北延伸的街道上設有建築物和商店街（2020年5月）

車站（北邊）位於五泉市中心。車站南邊是住宅區。

### 北邊
在車站西邊設有向南北延伸的新潟縣道7號新津村松線。沿縣道上為古老市區。該處設有商店、金融機構和公共設施。
- 五泉市立五泉南小學
- 五泉市立圖書館
- 五泉市政廳
- 五泉郵局（日语：五泉郵便局）
- 五泉警署（日语：五泉警察署）

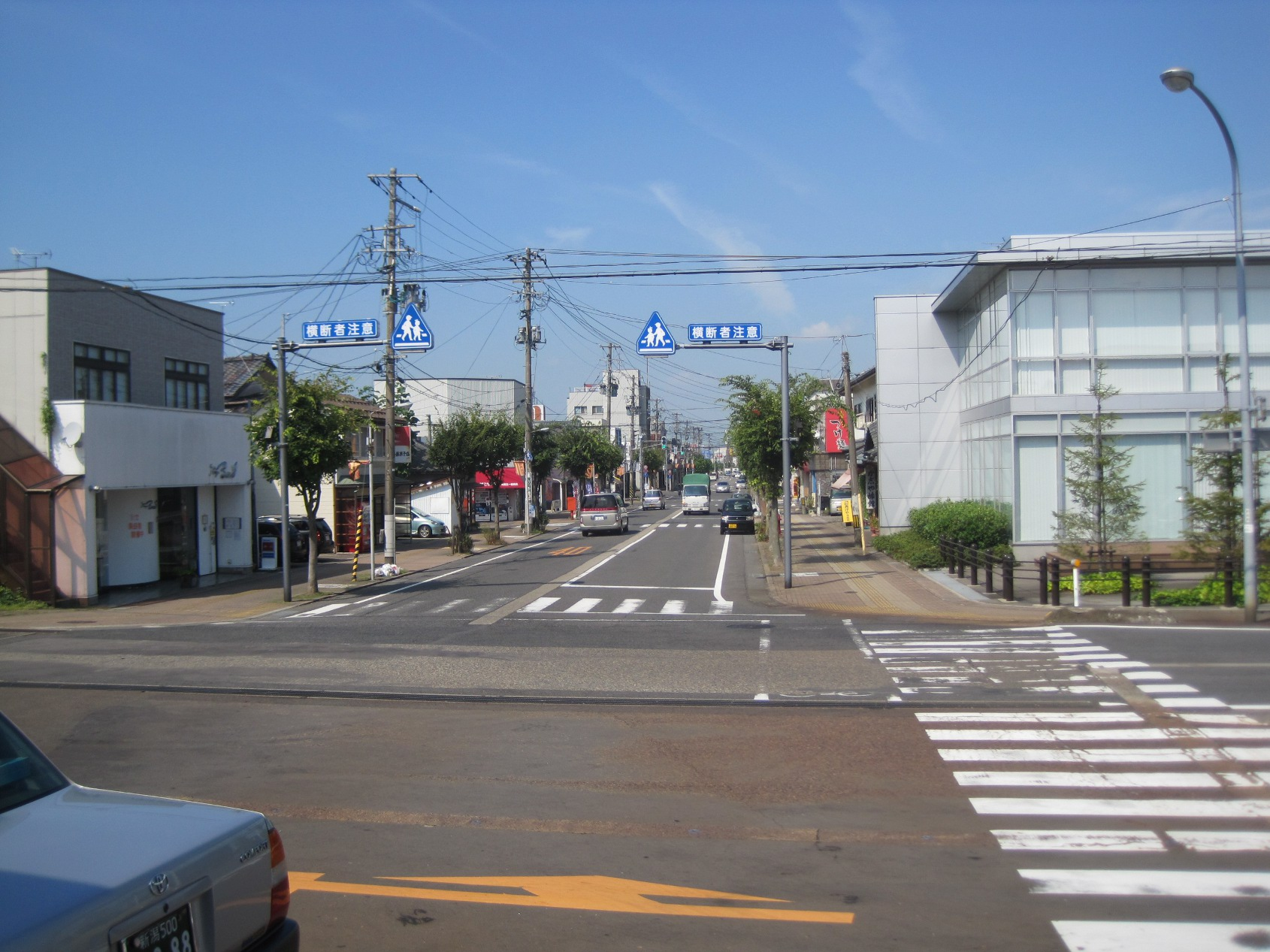
站前風景
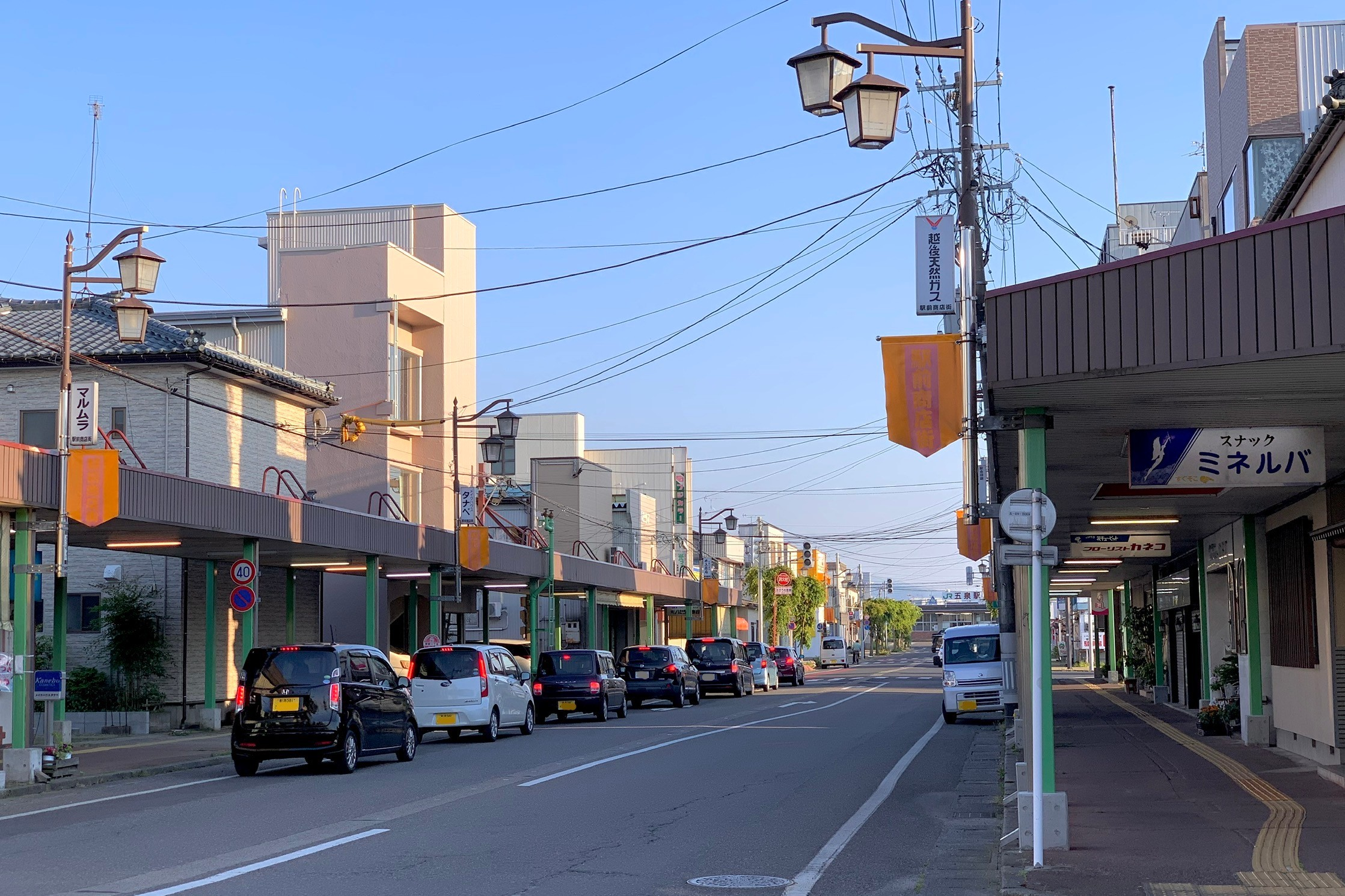
站前商店街

### 南邊
- 五泉市立五泉中學
- 五泉服裝專門學校
- 五泉中央汽車學校

## 巴士路線

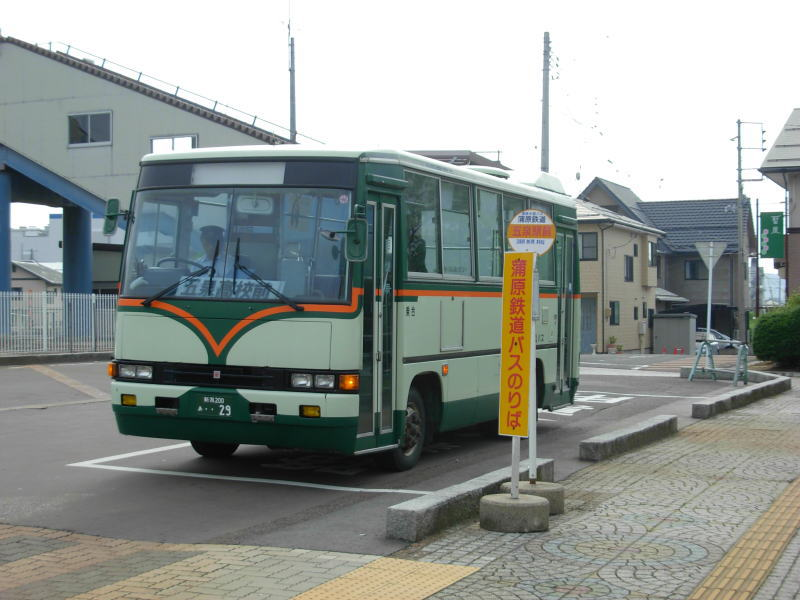
2010年秋前設有蒲原鐵道#路線。圖中為蒲鐵小型巴士五泉站前巴士站

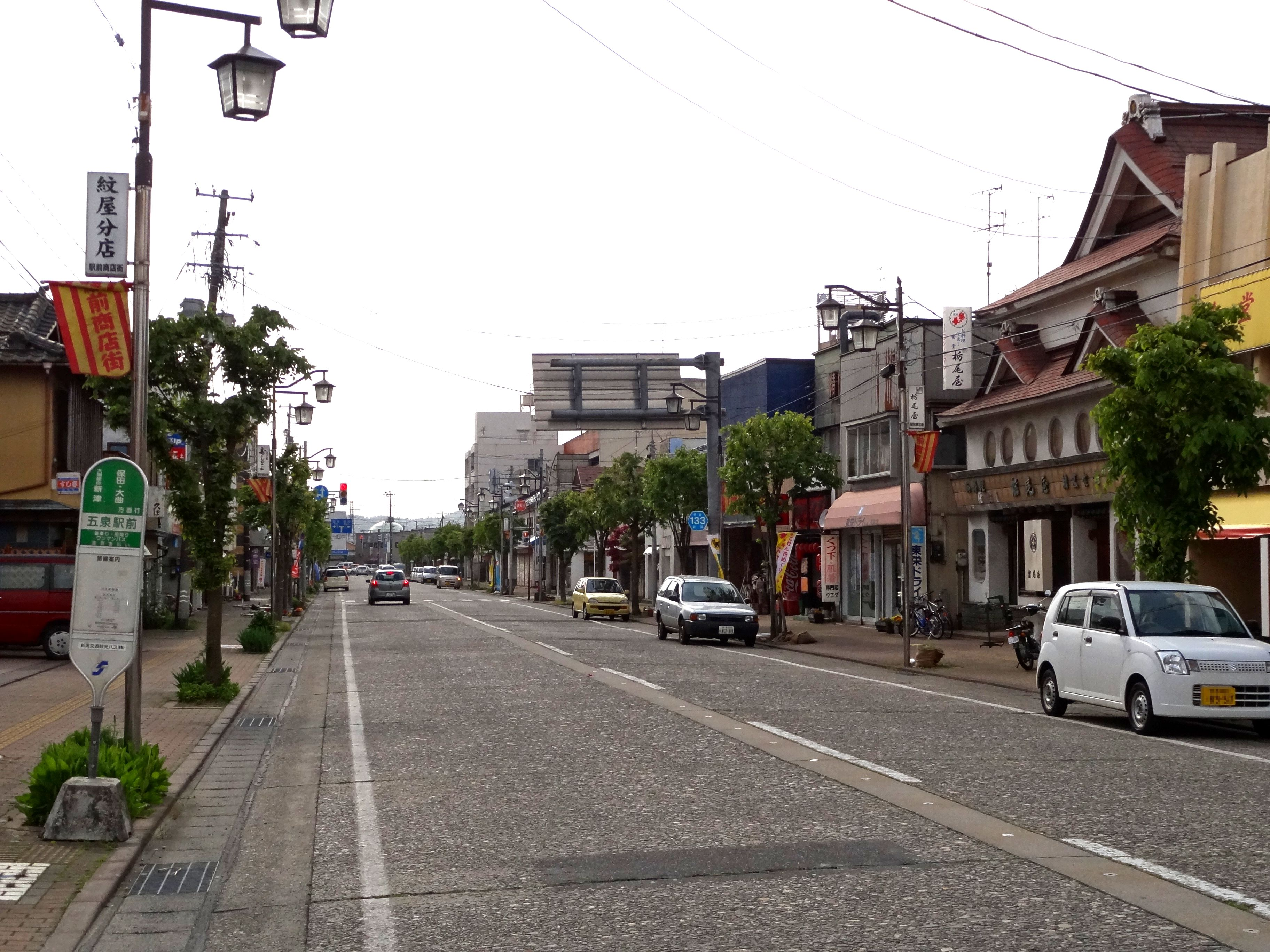
新潟交通觀光巴士的五泉站前巴士站

站前設有新潟交通觀光巴士和社區巴士「五泉市親睦巴士」五泉站前巴士站。但是，該兩座巴士站位於不同的地方，新潟交通的巴士站距離此站較遠。
- 五泉市親睦巴士（日语：五泉市ふれあいバス）（車站大樓正面）
  - 〔循環〕（先途經五泉站）經今泉、西村松、櫻競技場、村松站（日语：村松駅_(新潟県)）前、北五泉站 前往五泉高校前
  - （於櫻競技場折返）前往村松公園（日语：村松公園）、村松站前
  - 經今泉 前往村松站前
  - 前往五泉市政廳、五泉高校（日语：新潟県立五泉高等学校）前
- 新潟交通觀光巴士（位於站前2個交通燈口的五泉站前路口左邊。從車站步行約2分鐘）
  - 前往五泉營業所
  - SG1　經大關 前往新津站
  - SG2　經論瀨 前往保田、水原、阿賀野市政廳

另外，從車站步行約5分鐘，於舊吉之島五泉店（設施拆毀中）前設有本町一丁目巴士站。該處設有由蒲原鐵道運行前往新潟站萬代出口的高速巴士路線「五泉、村松線」。當中，前往村松站前的班次為落客站，前往新潟站前的班次只可乘車。

## 相鄰車站
東日本旅客鐵道（JR東日本）
■磐越西線
- 臨時快速「SL磐越物語」停車站

□快速「阿賀野」
馬下－（下行加停猿和田）－五泉－新津
■普通
猿和田－五泉－北五泉

### 曾經存在的路線
蒲原鐵道
蒲原鐵道線
今泉－五泉

## 注腳

### 使用狀況
1. 1 2  . 東日本旅客鐵道.   [2020-07-13]. （原始内容存档于2020-07-11） （日语）.
2. ↑  . 東日本旅客鐵道.   [2019-02-24]. （原始内容存档于2019-03-27） （日语）.
3. ↑  . 東日本旅客鐵道.   [2019-02-24]. （原始内容存档于2019-03-27） （日语）.
4. ↑  . 東日本旅客鐵道.   [2019-02-24]. （原始内容存档于2019-03-27） （日语）.
5. ↑  . 東日本旅客鐵道.   [2019-02-24]. （原始内容存档于2019-03-27） （日语）.
6. ↑  . 東日本旅客鐵道.   [2019-02-24]. （原始内容存档于2019-03-27） （日语）.
7. ↑  . 東日本旅客鐵道.   [2019-02-24]. （原始内容存档于2019-03-27） （日语）.
8. ↑  . 東日本旅客鐵道.   [2019-02-24]. （原始内容存档于2019-03-27） （日语）.
9. ↑  . 東日本旅客鐵道.   [2019-02-24]. （原始内容存档于2019-04-02） （日语）.
10. ↑  . 東日本旅客鐵道.   [2019-02-24]. （原始内容存档于2019-03-27） （日语）.
11. ↑  . 東日本旅客鐵道.   [2019-02-24]. （原始内容存档于2019-03-27） （日语）.
12. ↑  . 東日本旅客鐵道.   [2019-02-24]. （原始内容存档于2019-03-27） （日语）.
13. ↑  . 東日本旅客鐵道.   [2019-02-24]. （原始内容存档于2019-03-27） （日语）.
14. ↑  . 東日本旅客鐵道.   [2019-02-24]. （原始内容存档于2019-03-27） （日语）.
15. ↑  . 東日本旅客鐵道.   [2019-02-24]. （原始内容存档于2016-04-04） （日语）.
16. ↑  . 東日本旅客鐵道.   [2019-02-24]. （原始内容存档于2019-03-27） （日语）.
17. ↑  . 東日本旅客鐵道.   [2019-02-24]. （原始内容存档于2019-03-23） （日语）.
18. ↑  . 東日本旅客鐵道.   [2019-02-24]. （原始内容存档于2019-03-27） （日语）.
19. ↑  . 東日本旅客鐵道.   [2019-02-24]. （原始内容存档于2018-07-06） （日语）.
20. ↑  . 東日本旅客鐵道.   [2019-07-21]. （原始内容存档于2019-07-05） （日语）.

## 外部連結
- 車站資訊（五泉）：東日本旅客鐵道（日語）
- 1976年（昭和51年）的五泉站周邊 - 地圖、航空圖片參閲服務（國土地理院）

可看見五泉站內南邊為蒲原鐵道線的五泉站。